# Primera División de Barbados 2016
La Primera División de Barbados 2016 será la edición número 50 de la Primera División de Barbados.

## Formato
En el torneo participarán diez equipos que jugarán dos veces entre sí mediante el sistema todos contra todos totalizando 18 partidos cada uno. Al término de las 18 jornadas el club con el mayor puntaje se proclamará campeón y junto al subcampeón, de cumplir con los requisitos establecidos, podrá participar en el Campeonato de Clubes de la CFU 2017. Por otra parte los dos últimos clasificados descenderán a la Segunda División de Barbados.

## Equipos participantes
| Pos.   | Equipo            |
| ------ | ----------------- |
| 1      | Defense Force     |
| 2      | Rendezvous FC     |
| 3      | UWI Blackbirds FC |
| 4      | Weymouth Wales    |
| 5      | Brittons Hill     |
| 6      | Paradise FC       |
| 7      | Notre Dame SC     |
| 8      | Pinelands United  |
| 1 (SD) | Empire Club       |
| 2 (SD) | Belfield SC       |

### Ascensos y descensos
| Pos. | Ascendidos de Segunda División 2015 |
| ---- | ----------------------------------- |
| 1    | Empire Club                         |
| 2    | Belfield SC                         |

| Pos. | Descendidos de Primera División 2015 |
| ---- | ------------------------------------ |
| 9    | Pride of Gall Hill                   |
| 10   | Silver Sands                         |

## Tabla de posiciones
Actualizado el 13 de octubre de 2016.
| Pos. | Equipo            | PJ | PG | PE | PP | GF | GC | DG  | Pts. | Clasificado a                                 |
| ---- | ----------------- | -- | -- | -- | -- | -- | -- | --- | ---- | --------------------------------------------- |
| 1    | UWI Blackbirds FC | 18 | 15 | 0  | 3  | 80 | 19 | +61 | 45   | Campeón y Campeonato de Clubes de la CFU 2017 |
| 2    | Defense Force     | 18 | 14 | 2  | 2  | 59 | 13 | +46 | 44   | Campeonato de Clubes de la CFU 2017           |
| 3    | Weymouth Wales    | 18 | 10 | 4  | 4  | 34 | 19 | +15 | 34   |                                               |
| 4    | Paradise FC       | 18 | 10 | 4  | 4  | 37 | 25 | +12 | 34   |                                               |
| 5    | Rendezvous FC     | 18 | 7  | 1  | 10 | 36 | 53 | −17 | 22   |                                               |
| 6    | Notre Dame SC     | 18 | 6  | 3  | 9  | 27 | 43 | −16 | 21   |                                               |
| 7    | Brittons Hill     | 18 | 5  | 5  | 8  | 25 | 32 | −7  | 20   |                                               |
| 8    | Belfield SC       | 18 | 6  | 2  | 10 | 31 | 43 | −12 | 20   |                                               |
| 9    | Empire Club       | 18 | 4  | 3  | 11 | 28 | 45 | −17 | 15   | Segunda División de Barbados                  |
| 10   | Pinelands United  | 18 | 0  | 2  | 16 | 20 | 85 | −65 | 2    | Segunda División de Barbados                  |